# Бороља (Ботошани)
Бороља (рум. Borolea) насеље је у Румунији у округу Ботошани у општини Ханешти. Oпштина се налази на надморској висини од 167 m.

## Становништво
Према подацима из 2002. године у насељу је живело 409 становника, од којих су сви румунске националности.